# Merritt Island
Merritt Island est un census-designated place (lieu désigné par recensement mais non constituée en ville) dans le comté de Brevard situé à l'est de la Floride, sur la côte atlantique des États-Unis. Au recensement de 2000, la population était de 36 090 habitants. Il fait partie de la Palm Bay–Melbourne–Titusville Metropolitan Statistical Area.
Le nom de « Merritt Island » s'applique aussi à l'extension de l'ancienne île (devenue aujourd'hui une péninsule) située au milieu de la lagune qui longe la côte orientale de Floride. Elle est séparée du continent par l'Indian River et du cap Canaveral par la Banana River.
Le Refuge National Merritt Island et le centre spatial Kennedy de la NASA sont situés dans la partie nord de Merritt Island.
La zone est très résidentielle avec quelques petits centres commerciaux ou d'industrie légère.

## Démographie
| 2000   | 2010   | - | - | - | - |
| ------ | ------ | - | - | - | - |
| 36 091 | 34 743 | - | - | - | - |

## Source
- (en) Cet article est partiellement ou en totalité issu de l’article de Wikipédia en anglais intitulé « Merritt Island, Florida » (voir la liste des auteurs).